# Kalugumalai
Kalugumalai es una ciudad y nagar Panchayat situada en el distrito de Thoothukudi en el estado de Tamil Nadu (India). Su población es de 14738 habitantes (2011). Se encuentra a 60 km de Thoothukudi y a 39 km de Tirunelveli.

## Demografía
Según el censo de 2011 la población de Kalugumalai era de 14738 habitantes, de los cuales 7282 eran hombres y 7456 eran mujeres. Kalugumalai tiene una tasa media de alfabetización del 79,84%, inferior a la media estatal del 80,09%: la alfabetización masculina es del 86,88%, y la alfabetización femenina del 73,06%.